# Ciabatta
A ciabatta (fonetikusan: [tʃaˈbatta], szó szerinti jelentése: „papucs”) olasz fehér kenyér, amelyet búzalisztből, vízből, olívaolajból, élesztőből és sóból készített először 1982-ben Arnaldo Cavallari, egy adriai (Rovigo megye, Veneto régió) pék, hogy olasz alternatívát nyújtson az egyre népszerűbb francia baguette-re. A ciabatta alakja valamelyest széles, lapos és hosszúkás, amiről kapta a „papucs” elnevezést. Számos módon elkészíthető, viszont általában jellemzőek rá a bélzetben található nagy méretű lyukak. A ciabatta erősebb lisztből és sokkal nedvesebb tésztából készül, mint a hagyományos francia kenyér.
A paninit, ami egy pirított szendvicsfajta, gyakran készítik ciabatta kenyérből.

## Olaszországban
Az első ciabattát Arnaldo Cavallari készítette 1982-ben, aki kezdetben a ciabatta polesana nevet adta neki, ami olaszul polesinei papucsot jelent, az olaszországi Polesine területről, ahol Cavallari élt. Cavallari és más olasz pékek üzletire nézve veszélyt jelentett a Franciaországból importált baguette népszerűsége, ami arra sarkallta Cavallarit, hogy megpróbáljon létrehozni egy olasz opciót a szendvicskészítésre. A ciabatta receptje több heti próbálkozás után állt elő, mialatt megpróbálta a hagyományos kenyérrecepteket puha, nedves tésztával és gluténes liszttel átdolgozni. Cavallari cége, a Molini Adriesi, 11 ország pékjeinek adta el a recepthez való engedélyt 1999-ben.

## Más országokban
A ciabattát az Egyesült Királyságban 1985-ben mutatta be a Marks & Spencer áruházlánc. A kenyérféle az Amerikai Egyesült Államokba is eljutott a késő 80-as években.

## Fordítás
Ez a szócikk részben vagy egészben  a   Ciabatta című angol Wikipédia-szócikk fordításán alapul.  Az eredeti cikk szerkesztőit annak laptörténete sorolja fel. Ez a jelzés csupán a megfogalmazás eredetét és a szerzői jogokat jelzi, nem szolgál a cikkben szereplő információk forrásmegjelöléseként.